# Воздушно-десантная армия
Воздушно-десантная армия (сокращённо — ВДА) — объединение воздушно-десантных войск встречавшееся в вооружённых силах государств в прошедших исторических этапах.

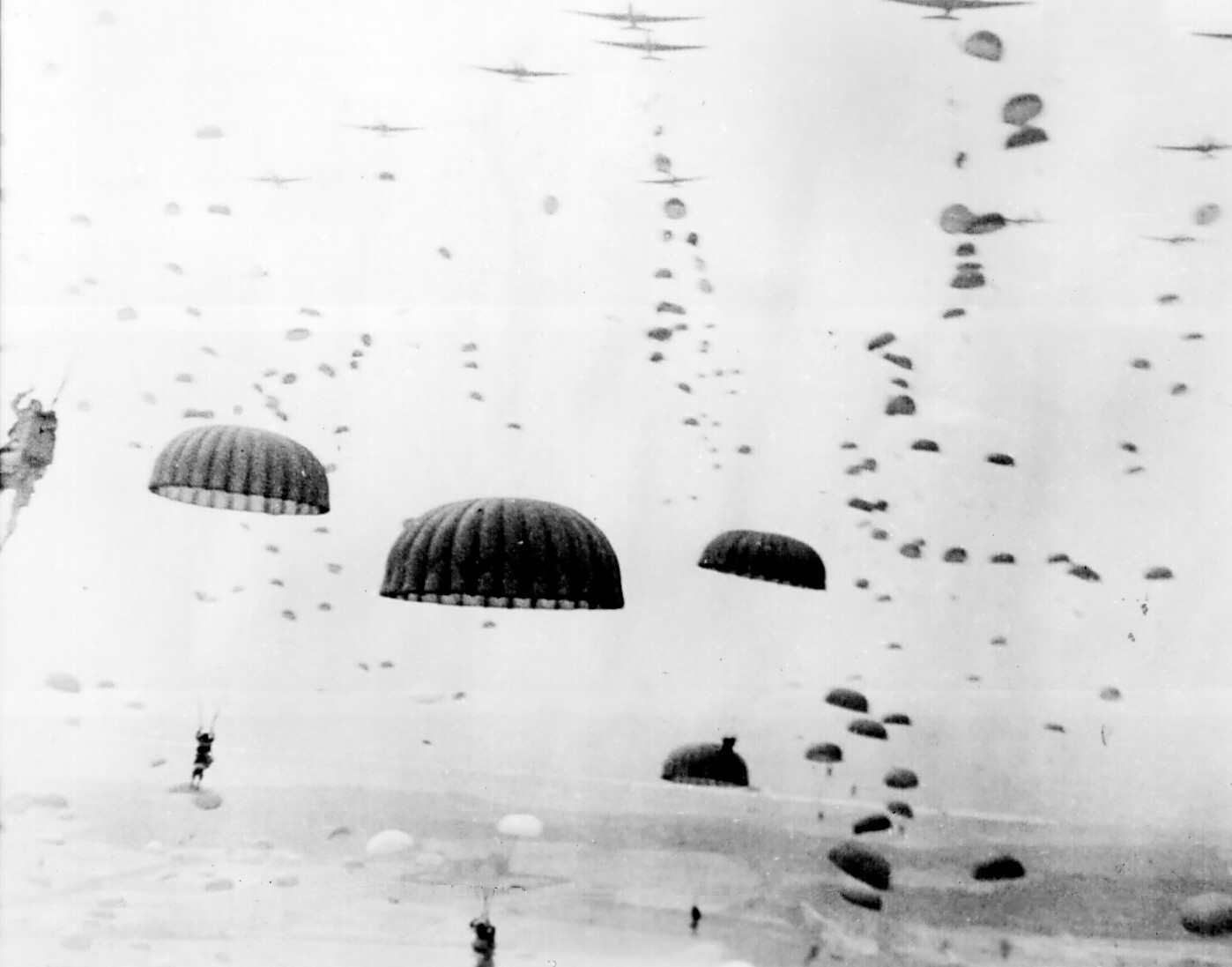
Голландская операция.
Высадка соединений 1-й союзной воздушно-десантной армии

## История
За всю военную историю воздушно-десантные армии создавались только четыре раза, из которых три объединения были созданы в период Второй мировой войны. При этом по прямому предназначению (выполнение оперативно-стратегических задач в тылу противника) было использовано только одно объединение. Остальные объединения выполняли боевые задачи как обычные полевые войска.

### Германия

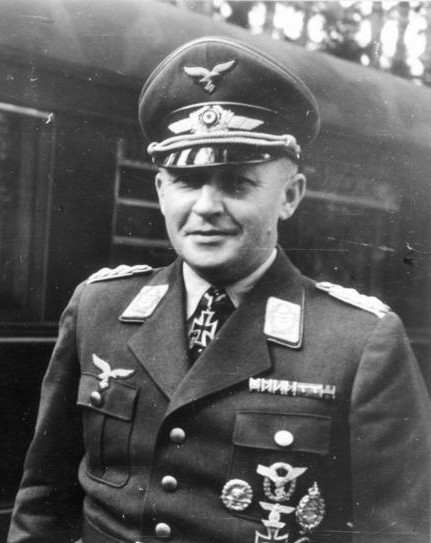
генерал-полковник Курт Штудент, дважды занимавший пост командующего 1-й парашютной армии

Первая в военной истории воздушно-десантная армия была создана в нацистской Германии в ноябре 1943 года, по приказу главнокомандующего Люфтваффе Германа Геринга, как 1-я парашютная армия (нем. 1. Fallschirm-Armee).
Первоначально в состав армии вошли 1-й и 2-й парашютные (воздушно-десантных) корпуса (нем. Fallschirmkorps), в которые были сведены 8 парашютных дивизий и Парашютно-танковая дивизия «Герман Геринг» (нем. Luftwaffen-Panzer-Division «Hermann Göring»).
Управление объединения было создано во Франции в г. Нанси в период с 5 ноября 1943 года по 1 апреля 1944 года. Основой для создания штаба армии послужило управление 11-го авиационного корпуса. После высадки союзников в Нормандии 1-я парашютная армия была передана в подчинение Верховному главнокомандованию вермахта. С сентября 1944 года 1-я парашютная армия приняла участие в боевых действиях как объединение сухопутных войск.
Объединение прекратило своё существование с объявлением капитуляции 8 мая 1945 года.
Состав 1-й парашютной армии постоянно менялся. Неизменными в составе армии оставались только части армейского комплекта.
В разное время командующими 1-й парашютной армии были:
- генерал-полковник Курт Штудент — март — 18 ноября 1944;
- генерал парашютных войск Альфред Шлемм — 18 ноября 1944 — 20 марта 1945;
- генерал инфантерии Гюнтер Блюментритт — 20 марта — 10 апреля 1945;
- генерал-полковник Курт Штудент — 10 апреля — 28 апреля 1945.
- генерал инфантерии Эрих Штраубе — 28 апреля — 8 мая 1945. Провёл капитуляцию объединения.

### ВеликобританияиСША

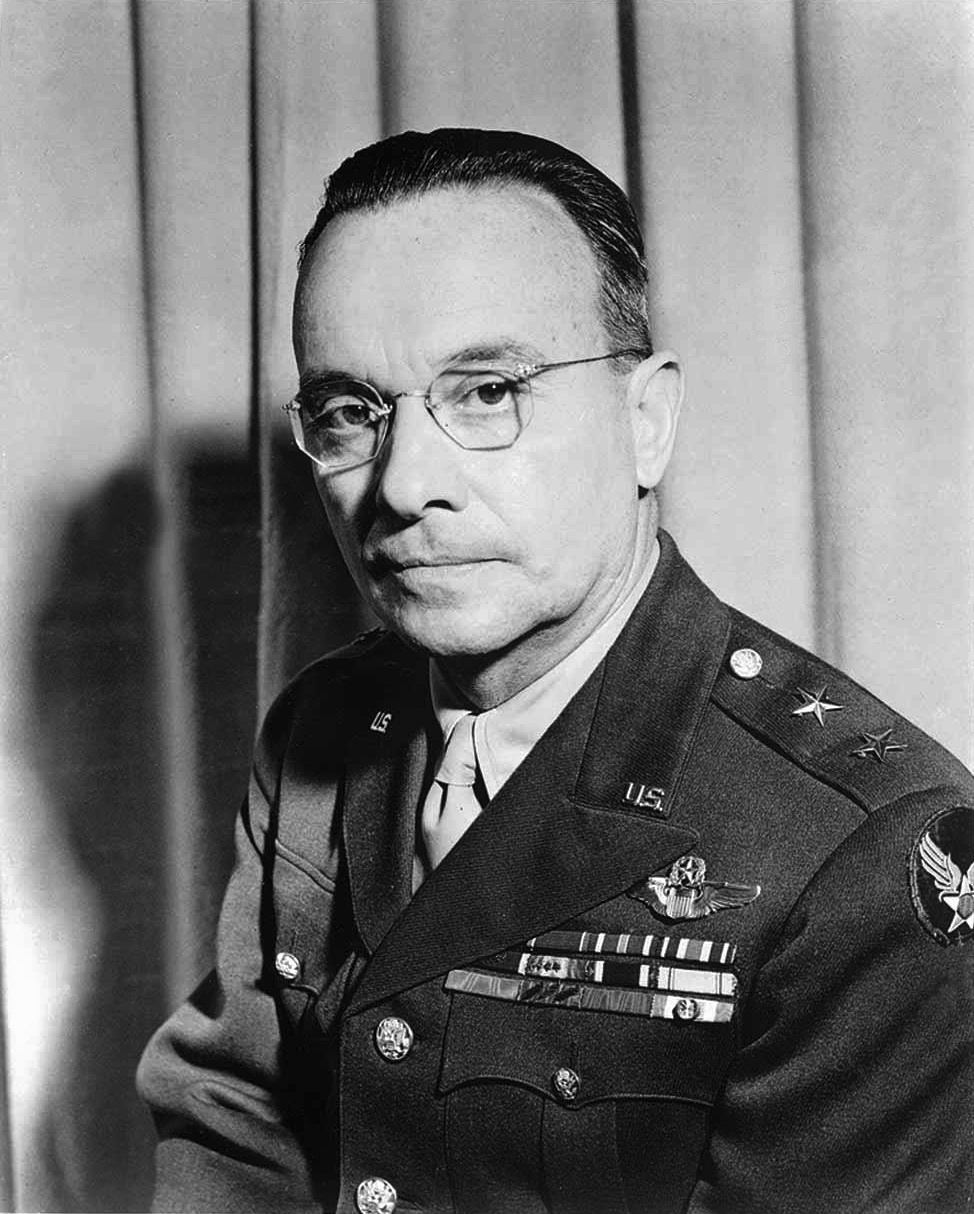
генерал-лейтенант
Льюис Г. Бриртон
командующий 1-й союзной воздушно-десантной армии

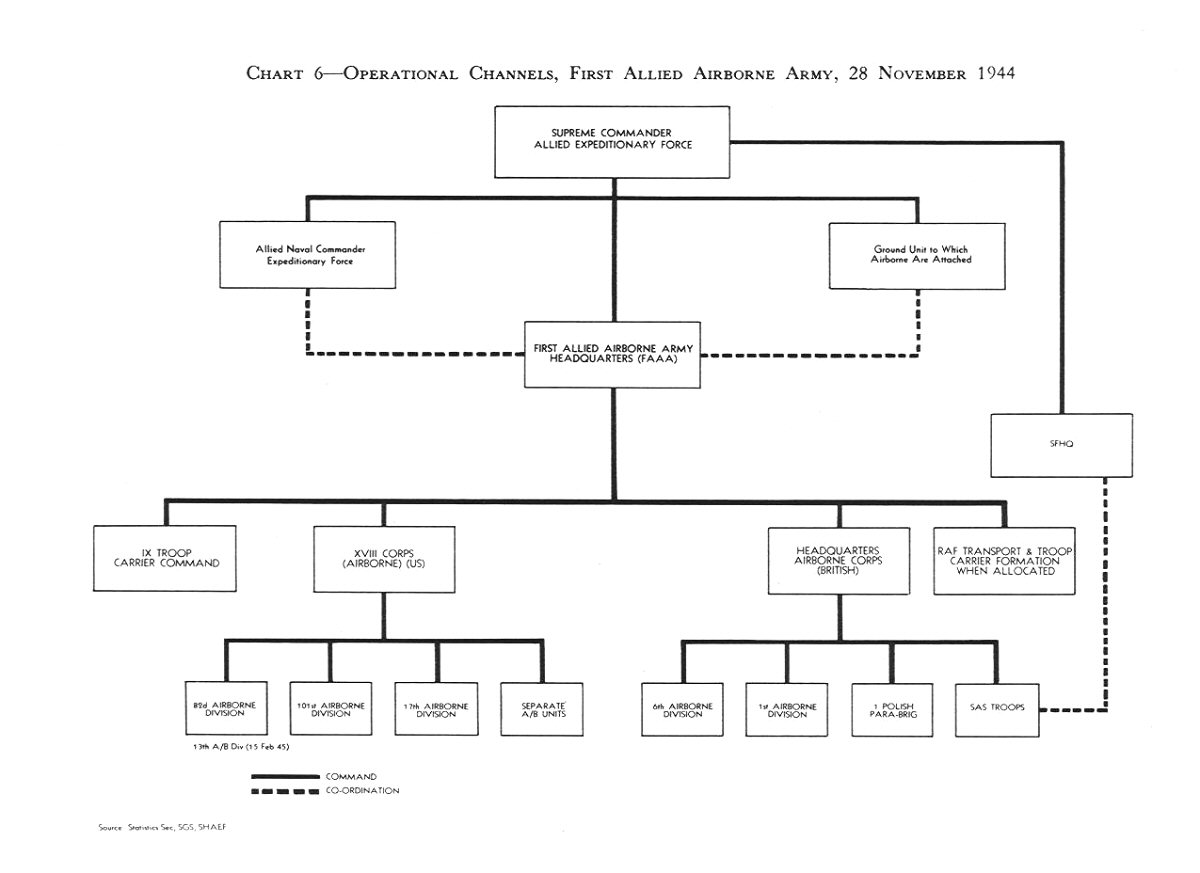
Структура 1-й союзной воздушно-десантной армии
на ноябрь 1944 года

С весны 1944 года военное руководство Великобритании и США осознало необходимость скорейшего открытия Второго фронта. Главным поводом этому послужило уверенное наступление Красной армии в Европу по всем фронтам, которое угрожало увеличить зону послевоенного влияния СССР на освобождённых от войск нацистской Германии территориях. В связи с этим в объединённом англо-американском командовании было начато планирование крупной стратегической операции «Оверлорд». Сама операция представляла собой высадку морского десанта союзных войск с транспортных кораблей на побережье пролива Ла-Манш и осуществление воздушного десанта на территорию провинции Нормандия (север Франции). В ходе данной операции прошедшей 6 июня 1944 год была совершена высадка крупного десанта (13 000 человек) из состава 2 воздушно-десантных дивизий Армии США.
Для следующей крупной операции запланированной на вторую половину сентября 1944 года, в ходе которой предполагалось высадить воздушный десант на территорию Голландии и Германии, было решено задействовать совместно воздушно-десантные войска Великобритании и США.
Воздушный десант запланировано было осуществлять двумя способами: парашютной выброской и посадкой на планерах. К осуществлению воздушного десанта были привлечены 3 воздушно-десантные дивизии Армии США и 2 воздушно-десантные дивизии Великобритании. Американские дивизии были сведены в 18-й воздушно-десантный корпус. Британские соединения были сведены в 1-й воздушно-десантный корпус. В последующем британский корпус был дополнен 52-й пехотной дивизией, 1-й отдельной польской парашютной бригадой, а также Бригадой специальных операций (SAS), в составе которой кроме британских были бельгийский и французские полки. 52-я пехотная дивизия прошла подготовку по десантированию в планерах.
В целях управления войсками участвующими в воздушном десанте, союзное командование приняло решение о создании 1-й союзной воздушно-десантной армии. Для доставки и обеспечения десантирования союзных войск (около 35000 военнослужащих) союзным командованием было выделено свыше 2300 транспортных самолётов и 2600 планеров.
2 августа 1944 года по приказу командующего союзными войсками генерал-полковника Дуайта Эйзенхауэра 1-я союзная воздушно-десантная армия была создана. Командующим воздушно-десантной армии был назначен генерал-лейтенант Льюис Г. Бриртон, до этого командовавший 9-й воздушной армией.
После Голландской операции соединения 1-й союзной воздушно-десантной армии привлекались для проведения Арденнской операции и Рейнской воздушно-десантной операции.
По окончании боевых действий 20 мая 1945 года 1-я союзная воздушно-десантная армия была расформирована.

### СССР
В истории ВС СССР, воздушно-десантная армия первый раз была создана в период Великой Отечественной войны, и второй раз — в послевоенные годы.

#### Воздушно-десантная армия (1-е формирование)
В годы Великой Отечественной войны проходили неоднократные реформы по созданию и переформированию воздушно-десантных соединений. Первоначально с февраля 1941 года была предложена корпусная организация войск, в которой ВДВ были представлены несколькими воздушно-десантными корпусами, в которые сводились по 3 воздушно-десантные бригады. С началом боевых действий была проведена реформа о переводе войск на дивизионную структуру при которой созданные воздушно-десантные бригады переформировывались в парашютно-десантные полки, а управления воздушно-десантных корпусов стали управлениями воздушно-десантных дивизий.
Тяжёлая ситуация на фронтах вынудило командование Красной армии обратить все созданные воздушно-десантные дивизии, которые предназначались для воздушно-десантных наступательных операций, на переформирование в стрелковые дивизии для обороны на разных участках фронтов.
С переломом ситуации на фронтах и общим переходом от обороны к наступлению по всем фронтам, руководство Красной армии снова вернулось к идее проведения крупных воздушно-десантных наступательных операций. Главным поводом для этого послужил положительный результат высадки союзных войск в Нормандии 6 июня 1944 года. В июле 1944 года было начато создание новых воздушно-десантных дивизий.
9 августа 1944 года вышло Постановление Государственного комитета обороны о создании 3 гвардейских воздушно-десантных корпусов на основе стрелковых корпусов с сохранением общевоинского порядкового номера формирования. В отличие от ранее создаваемых корпусов, состоявших из бригад, новые корпуса имели дивизионную организацию. Каждый корпус состоял из 3 дивизий, которая в свою очередь состояла из 3 бригад и частей дивизионного комплекта.
4 октября 1944 года вышло Постановлением Государственного комитета обороны № 6650сс о «О введении в состав Авиации дальнего действия (АДД) воздушно-десантных войск Красной Армии и подчинении их Командующему АДД». Согласно постановлению, для более оперативного управления воздушно-десантными войсками Красной Армии, все 3 гвардейские воздушно-десантные корпуса были сведены в Отдельную гвардейскую воздушно-десантную армию (ОГВДА). Управление ОГВДА было создано на основе управления 7-й армии Карельского фронта. Командующим армии был назначен заместитель командующего ВДВ Красной армии генерал-майор Затевахин И. И.
18 декабря 1944 года вышел приказ НКО СССР о переформировании ОГВДА к 15 февраля 1945 года в 9-ю гвардейскую армию. В ходе преобразования все воздушно-десантные дивизии стали стрелковыми дивизиями, а бригады в их составе стали стрелковыми полками. При переформировании командующим был назначен генерал-полковник Глаголев В. В. 27 февраля 1945 года 9-я гвардейская армия в полном составе была направлена в состав 2-го Украинского фронта.

#### Воздушно-десантная армия (2-е формирование)
С окончанием боевых действий в Великой Отечественной войне, в 1945—1946 годах началось постепенное преобразование оставшихся воздушно-десантных дивизий в стрелковые дивизии. В подчинении Управления ВДВ, которая входила в штат ВВС СССР, остались только 3 воздушно-десантные бригады и 1 учебный воздушно-десантный полк.
В начале 1946 года соединения 9-й гвардейской армии, преемницы ОГВДА, были передислоцированы на территорию СССР.
3 июня 1946 года вышло Постановление Совета Министров СССР согласно которому Воздушно-десантные войска были выведены из состава ВВС и включены в состав войск Резерва Верховного Главнокомандования с непосредственным подчинением Министру Вооруженных Сил, с учреждением должности Командующий ВДВ.
Для создания новых формирований ВДВ были привлечены управления 8-го, 15-го, 37-го, 38-го и 39-го гвардейских стрелковых корпусов. Все гвардейские стрелковые дивизии входившие в их состав (76-я, 98-я, 99-я, 100-я, 103-я, 104-я, 105-я, 106-я, 107-я и 114-я) были переформированы в гвардейские воздушно-десантные дивизии с сохранением общевоинских номеров, почетных наименований и боевых наград. Из указанных 5 корпусов, 3 корпуса ранее уже были воздушно-десантными (37-й, 38-й и 39-й).
Отличием от периода Великой Отечественной войны, стало включение в состав ВДВ соединений и частей военно-транспортной авиации:
- 5 авиационно-транспортных дивизий (1-я атд, 12-я атд, 281-я атд, 3-я гвардейская атд и 6-я гвардейская атд);
- 4-й авиационно-планерный полк;
- 45-й отдельный учебно-тренировочный авиационный планерный полк;
- 37-й отдельный воздухоплавательный полк;
- 60-й отдельный авиационно-технический полк.

31 декабря 1948 года вышел Приказ Министра обороны СССР № 0048 о преобразовании Управления ВДВ в Отдельную гвардейскую воздушно-десантную армию. ОГВДА была создана повторно спустя 4 года после упразднения такого же объединения времён Великой Отечественной войны.
В состав ОГВДА вошли все соединения воздушно-десантных войск кроме 1-й авиационно-транспортной дивизии и 37-го гвардейского воздушно-десантного корпуса, дислоцированных на Дальнем Востоке. На основании Директивы Начальника Генерального штаба 24 октября 1950 года при каждом корпусе ОГВДА были сформированы отдельные роты специального назначения (в будущем — воинские формирования Спецназа ГРУ).
В разные годы ОГВДА (2-го формирования) командовали:
- генерал-полковник авиации Руденко С. И. — с января по сентябрь 1949 года;
- генерал-полковник Горбатов А. В. — с сентября 1949 по апрель 1953 года.

В апреле 1953 года постановлением Совета Министров и МО СССР Управление ОГВДА было упразднено и переформировано в Управление ВДВ.